# アメリカン・イーグル4184便墜落事故
アメリカン・イーグル4184便墜落事故（アメリカン・イーグル4184びんついらくじこ、American Eagle Flight 4184）は、1994年10月31日に発生した事故である。
インディアナポリス国際空港発シカゴ・オヘア国際空港行アメリカン・イーグル4184便（ATR 72-212）が、着氷により制御不能に陥り、高速で地面に激突した。乗員乗客68人全員が死亡した。

## 当日の4184便

### 事故機

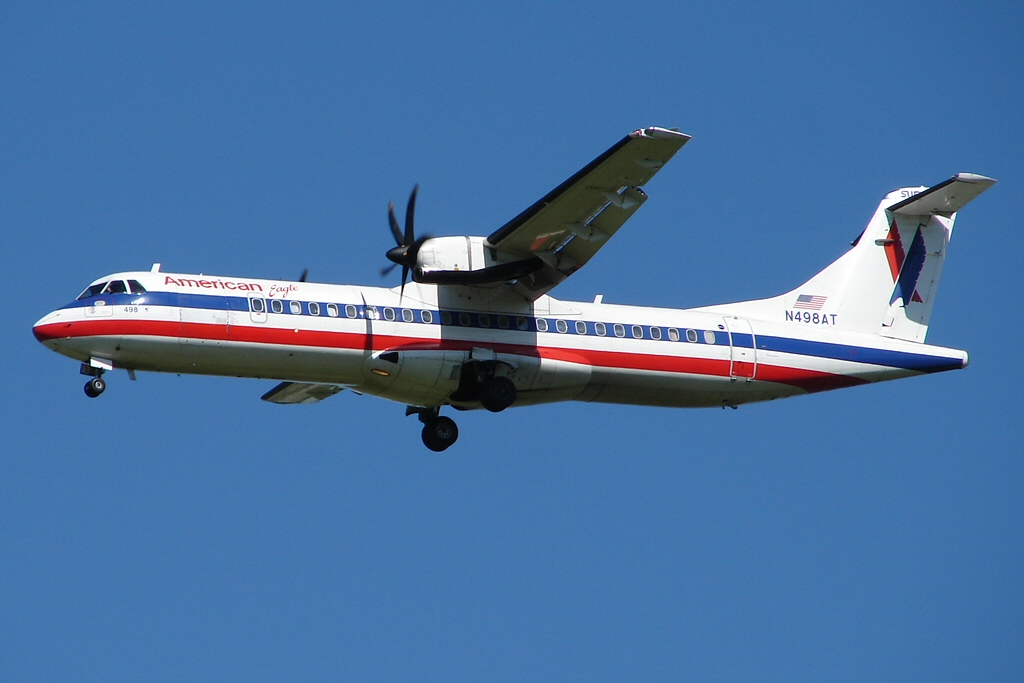
同型機のATR 72

事故機のATR 72-212（N401AM）は、2機のプラット・アンド・ホイットニー・カナダ PW127ターボプロペラエンジンを搭載しており、1994年3月7日に初飛行を行い、3月24日からシモンズ航空で運用を開始した:1。

### 乗員乗客
| 国籍         | 乗客 | 乗員 | 合計 |
| ------------ | ---- | ---- | ---- |
| カナダ       | 2    | 0    | 2    |
| コロンビア   | 3    | 0    | 3    |
| レソト       | 1    | 0    | 1    |
| メキシコ     | 1    | 0    | 1    |
| 韓国         | 1    | 0    | 1    |
| スウェーデン | 2    | 0    | 2    |
| イギリス     | 5    | 0    | 5    |
| アメリカ     | 49   | 4    | 53   |
| 合計         | 64   | 4    | 68   |

機長は29歳の男性で、総飛行時間約8,000時間、うちATR 72で1,548時間を飛行していた:13。副操縦士は30歳の男性で、総飛行時間約5,000時間のうち、ATR 72で3,657時間を飛行していた:14。2人の客室乗務員は、27歳の女性と、この日初乗務の23歳の女性だった。

### 天候
当日のインディアナ州ローズローンの天気は、アメリカ国立気象局によって記録されていた。「雲低が1,000フィート (300 m)未満で、雨が降っており、その中では視界が3マイル (4.8 km)未満」だった。寒冷前線が、低気圧中心から南西方向に延びており、事故現場付近では気温が摂氏7度だったと報告されている。
4184便が飛行していた付近では、気温が約摂氏3度で、雨が降っていた。また、インディアナ州北部では、気温は摂氏4度程であった。
墜落地点の北西約12海里 (22 km; 14 mi)に位置するローウェル空港付近の気象条件は、1,400フィート (430 m)から3,000フィート (910 m)まで雲がかかっており、南西から20ノット (37 km/h; 23 mph)の風が吹いており、軽い霧雨が降っていた。しかし、この気象情報は墜落後30分ほどしてからのものである可能性がある:17。

## 事故の経緯
4184便は、インディアナ州インディアナポリス国際空港からイリノイ州シカゴ・オヘア国際空港へ向かう定期便だった。悪天候のため遅延が発生しており、管制官は4184便を10,000フィート (3,000 m)で待機旋回させた。旋回中に、主翼へ着氷が発生していた。暫くして、管制官は8,000フィート (2,400 m)への降下を許可した。フラップを出して飛行するには速度が速すぎたため、降下中に警報が鳴り始めた。パイロットがフラップを格納すると、異常な音が聞こえ始め、オートパイロットが解除された。すると突然機体が右に59度から120度まで傾き、機体が降下し始めた。パイロットは何とか機体を立て直すことに成功した。しかし、オートパイロットを起動しようとした際に、再び右に144度まで傾いた。パイロットは2回目の傾斜から建て直すことが出来ず、30秒後の15時59分ごろ、インディアナ州ローズローン近郊の大豆畑に墜落し、乗員乗客68人全員が死亡した。
フライト・データ・レコーダーから、機体は375ノット (694 km/h; 432 mph)ほどの速度で地表に激突した事が判明した。
4184便の事故はATR72で発生した最初の事故であり、かつ死者数が最多（16年後にアエロ・カリビアン航空883便が同様の原因で墜落し、同数の死者を出した）のものであった。シカゴ航空事故の弁護士を務めたロバート・クリフォード（Robert A. Clifford）は、犠牲者68名のうち16名の代表として裁判を起こした。公開裁判所において、製造業者と航空会社の両者が1億1,000万ドルを支払い、謝罪することで合意した。

## 推定される事故原因
国家運輸安全委員会（NTSB）は、事故原因として、着氷時に除氷装置を起動させた後に、除氷ブーツの後ろに氷が形成され、それが予期せぬ補助翼の作動に繋がったと結論付けた。また、ATR 72がそのような環境で飛行する際のマニュアルや、訓練がなく、制御性能がどの程度落ちるのか等を把握していなかったことも原因のひとつだとした:210。

## 類似する事故
- ほぼ同様の状況下で同型のATR 72で運行されていたアエロ・カリビアン航空883便が墜落している。
- ATR 72の姉妹機であるATR 42でも同様の事故が起きている。1987年10月15日、アリタリア航空の子会社だったアエロ・トラスポルティ・イタリアーニ（ATI）が運航するATI460便が制御不能に陥り、イタリアの山中に墜落した。

- オンタリオ航空1363便墜落事故、USエアー405便墜落事故 - 空港待機時、主翼に着氷したことによって必要な揚力が得られなくなり、離陸直後に墜落した事故。機体は両事故共にフォッカー F28。空港における着氷対策の優先度・重要度を認識されることとなった航空事故。

## 映像化
- メーデー!:航空機事故の真実と真相 第6シーズン第8話「Frozen in Flight」